# Куренцов, Алексей Иванович
Алексе́й Ива́нович Куренцо́в (1896—1975) — советский биолог, энтомолог и биогеограф, основатель дальневосточной школы энтомологов.

## Биография
Родился в семье земского фельдшера в с. Алексеевское Гуторовской волости Кромского уезда Орловской губернии (ныне село Алексеевка в Кромском районе Орловской области). Начальное и среднее образование получил в г.Кромы, окончил Кромское высшее начальное училище. С 1915 по 1919 год работал статистом уездной земской управы. Увлёкшись книгами Н. М. Пржевальского и В. К. Арсеньева, мечтал попасть на Дальний Восток, что ему удалось ещё будучи школьным учителем естествознания до поступления в университет, когда он участвовал в экспедициях по Приморскому краю в 1920—1923 гг., а затем уже студентом (в 1928 и 1931 годах).
Окончив Ленинградский университет, в 1932 году окончательно переезжает на Дальний Восток, где в 1933—1943 гг. работал заведующим Зоологическим кабинетом Горно-Таежной станции АН СССР (расположенной в 20 км от Уссурийска), после чего возглавил Зоологический отдел Дальневосточного филиала Академии наук СССР (сначала в Уссурийске, потом во Владивостоке). В 1962—1968 гг. — заведующий лабораторией энтомологии Биолого-почвенного института Дальневосточного филиала АН СССР (Владивосток). С 1968 года до конца жизни — старший научный сотрудник этой лаборатории.
Умер после тяжёлой болезни 17 января 1975 года во Владивостоке. Похоронен на Морском кладбище рядом с могилой В. К. Арсеньева.

## Научная деятельность
Научное наследие А. И. Куренцова составляют 230 работ, в том числе 10 монографий, принесших ему мировую известность: «Бабочки — Macrolepidoptera — вредители деревьев и кустарников Уссурийского края» (1939), «Проблема освоения горных лесных районов Приморья и вредная энтомофауна» (1941), «Короеды Дальнего Востока» (1941), «Определитель дневных бабочек юга Дальнего Востока» (1949), «Вредные насекомые хвойных пород Приморского края и меры борьбы с ними» (1950), «Энтомофауна горных областей Дальнего Востока» (1965), «Зоогеография Приамурья» (1965), «Булавоусые чешуекрылые Дальнего Востока» СССР (1970), «Зоогеография Дальнего Востока на примере распространения чешуекрылых — Rhopalocera» (1974).
Наряду с теоретическими вопросами уделял большое внимание защите растений и лесной энтомологии; вредителям сельского хозяйства и леса он посвятил 45 работ. За работы по лесной энтомологии удостоен Сталинской премии 3-й степени (1952).
Летом 1947 года профессор А. И. Куренцов совершил путешествие по Сахалину, собрав коллекцию насекомых и организовав зоогеографические исследования. В итоге появилась работа «К зоогеографии о. Сахалина», в которой автор впервые разделил территорию острова на зоогеографические округа. Сахалинский отдел Географического общества СССР высоко оценил заслуги учёного: одновременно ему было присвоено два почётных звания: «Отличный краевед Сахалинской области» и «Отличник охраны природы Сахалинской области».

## Награды и премии
- заслуженный деятель науки РСФСР (1960)
- Сталинская премия третьей степени (1952) — за исследования вредных насекомых хвойных пород, орехоплодных растений и лесоматериалов Приморского края, опубликованные в «Трудах Дальневосточного филиала Академии наук СССР» (1950, 1951)
- орден Октябрьской Революции
- орден Трудового Красного Знамени (10.06.1945)
- орден «Знак Почёта»
- медали

## Память
В краеведческом музее города Арсеньева есть большая экспозиция, рассказывающая о жизни, научной и педагогической деятельности А. И. Куренцова.
В 1976 году в честь А. И. Куренцова было названо научно-исследовательское судно «Профессор Куренцов» (в свою очередь, в честь этого судна была названа подводная гора Куренцова (Атлантический океан, ок. 25°52′ с. ш., 26°10′ з. д.), открытая в 1978 году советскими исследователями во втором рейсе этого судна).
В 1992 году в честь ученого названо одно из российских научно-исследовательских судов — «Профессор Куренцов», приписанное к Морской арктической геологоразведочной экспедиции. Порт приписки — Мурманск.
В 1981 году в честь Куренцова был назван вид тараканосверчков — галлоизиана Куренцова (Galloisiana kurentzovi Pravdin et Storozhenko).
С 1966 по 2001 годы в честь А. И. Куренцова разными учёными было названо 13 видов бабочек десяти семейств, обитающих в России на территории Приамурья и Приморья.
В честь учёного на его родине в посёлке Кромы Орловской области назван один из переулков, 27 марта 1982 года на здании Кромской средней школы открыта мемориальная доска.